# إجيجي (ملك أكدي)

اجيجي هو ملك حكم الإمبراطورية الأكدية بعد وفاة شار كالي شاري مباشرة في سنة 2257 ق م.